# فرانسوا ألفونسي
فرانسوا ألفونسي (بالفرنسية: François Alfonsi )‏ (و. 1953  م) هو سياسي فرنسي، ولد في أجاكسيو.

## مناصب
تولى منصب عضو في البرلمان الأوروبي (14 يوليو 2009–30 يونيو 2014)
- رئيس بلدية  [لغات أخرى]‏، Osani [الإنجليزية]‏ (منذ 2002).